# العلاقات الرواندية المصرية
العلاقات الرواندية المصرية هي العلاقات الثنائية التي تجمع بين رواندا ومصر.

## مقارنة بين البلدين
هذه مقارنة عامة ومرجعية للدولتين:
| وجه المقارنة                                              | رواندا                                        | مصر           |
| --------------------------------------------------------- | --------------------------------------------- | ------------- |
| المساحة (كم2)                                             | 26.34 ألف                                     | 1.01 مليون    |
| عدد السكان (نسمة)                                         | 12.21 مليون                                   | 94.80 مليون   |
| الكثافة السكانية (ن./كم²)                                 | 463.55                                        | 93.86         |
| العاصمة                                                   | كيغالي                                        | القاهرة       |
| اللغة الرسمية                                             | اللغة الكينيارواندا، لغة إنجليزية، لغة فرنسية | اللغة العربية |
| العملة                                                    | فرنك رواندي                                   | جنيه مصري     |
| الناتج المحلي الإجمالي (بليون دولار)                      | 9.14 مليار                                    | 235.37 مليار  |
| الناتج المحلي الإجمالي (تعادل القوة الشرائية) بليون دولار | 20.46 مليار                                   | 998.67 مليار  |
| الناتج المحلي الإجمالي الاسمي للفرد دولار أمريكي          | 697                                           | 3.61 ألف      |
| الناتج المحلي الإجمالي للفرد دولار أمريكي                 | 1.66 ألف                                      |               |
| مؤشر التنمية البشرية                                      | 0.483                                         | 0.690         |
| رمز المكالمات الدولي                                      | +250                                          | +20           |
| رمز الإنترنت                                              | .rw                                           | .eg، .مصر     |
| المنطقة الزمنية                                           | ت ع م+02:00                                   | ت ع م+02:00   |

## منظمات دولية مشتركة
يشترك البلدان في عضوية مجموعة من المنظمات الدولية، منها:
| علم المنظمة | اسم المنظمة                                                | تاريخ انضمام رواندا | تاريخ انضمام مصر |
| ----------- | ---------------------------------------------------------- | ------------------- | ---------------- |
|             | مؤسسة التنمية الدولية                                      | 30 سبتمبر 1963      | 26 أكتوبر 1960   |
|             | يونسكو                                                     | 7 نوفمبر 1962       | 22 يناير 1947    |
|             | وكالة ضمان الاستثمار متعدد الأطراف                         | 27 سبتمبر 2002      | 12 أبريل 1988    |
|             | الأمم المتحدة                                              | 18 سبتمبر 1962      | 24 أكتوبر 1945   |
|             | العملية المشتركة للاتحاد الأفريقي والأمم المتحدة في دارفور | ?                   | 31 يوليو 2007    |
|             | الاتحاد البريدي العالمي                                    | ?                   | ?                |
|             | البنك الدولي للإنشاء والتعمير                              | 30 سبتمبر 1963      | 27 ديسمبر 1945   |
|             | الاتحاد الدولي للاتصالات                                   | 12 ديسمبر 1962      | 9 ديسمبر 1876    |
|             | مؤسسة التمويل الدولية                                      | 6 نوفمبر 1975       | 20 يوليو 1956    |
|             | المركز الدولي لتسوية المنازعات الاستشارية                  | 14 نوفمبر 1979      | 2 يونيو 1972     |
|             | منظمة التجارة العالمية                                     | ?                   | 30 يونيو 1995    |
|             | منظمة الشرطة الجنائية الدولية                              | ?                   | 7 سبتمبر 1923    |
|             | الاتحاد الأفريقي                                           | ?                   | 9 يوليو 2002     |
|             | البنك الإفريقي للتنمية                                     | ?                   | 10 سبتمبر 1964   |

## وصلات خارجية
- موقع وزارة الخارجية الرواندية
- موقع وزارة الخارجية المصرية